# Шарипбаев, Шоман
Шоман Шарипбаев — советский хозяйственный, государственный и политический деятель, Герой Социалистического Труда.

## Биография
Родился в 1937 году в Джамбулской области. Член КПСС.
С 1954 года — на хозяйственной, общественной и политической работе. В 1954—1997 гг. — чабан, старший чабан совхоза «Коктерекский» Мойынкумского района Джамбулской области.
Указом Президиума Верховного Совета СССР от 19 февраля 1981 года присвоено звание Героя Социалистического Труда с вручением ордена Ленина и золотой медали «Серп и Молот».
Избирался депутатом Верховного Совета Казахской ССР 10-го созыва.
Умер после 2008 года.
В честь Шарипбаева названа улица в селе Биназар Мойнкумского района.